# Gisasa

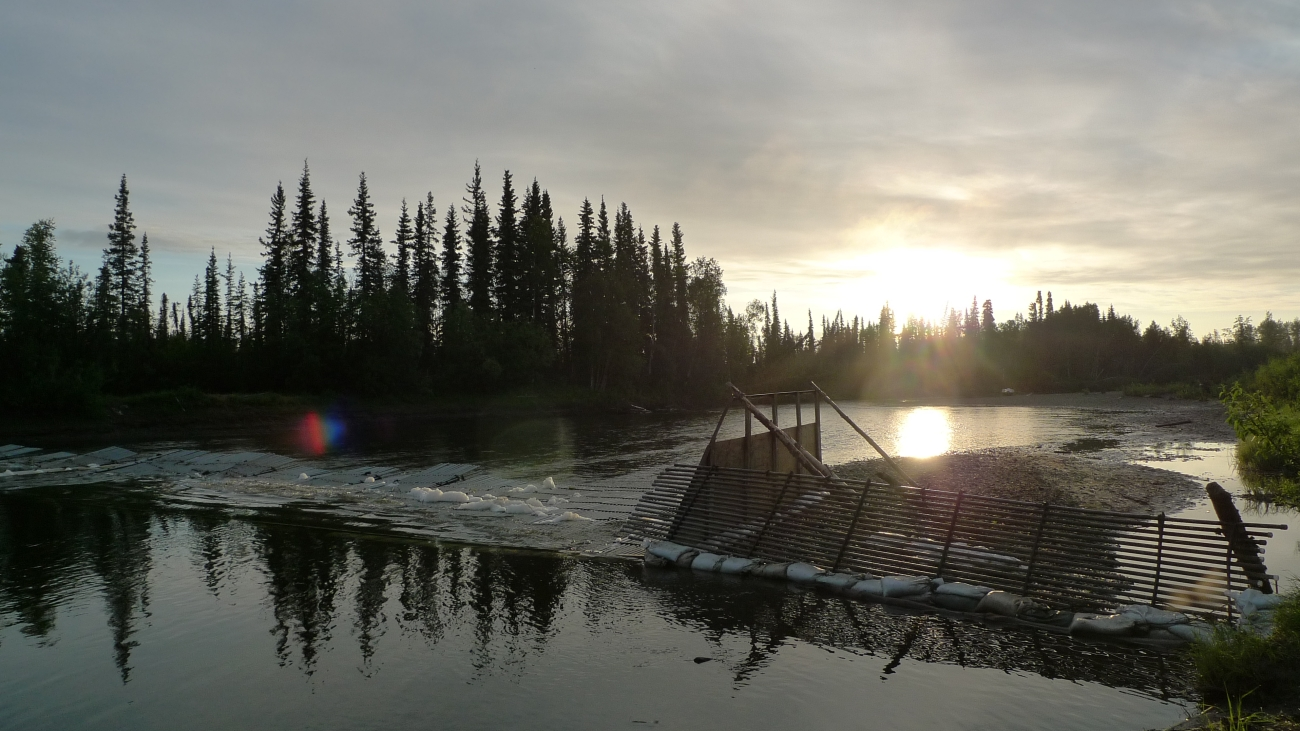
La rivière Gisasa à l'été 2021

La rivière Gisasa est un cours d'eau d'Alaska, aux États-Unis située dans la région de recensement de Yukon-Koyukuk. C'est un affluent de la rivière Koyukuk elle-même affluent du Yukon.

## Description
Longue de 70 milles (113 km), elle coule en direction du nord-est pour se jeter dans la Koyukuk à 38 milles (61 km) de la montagne Roundabout.
Elle a été référencée en 1842-1844 par le lieutenant Lavrenti Zagoskine sous son nom indien R(eka) Kalyalyakhtna.

## Sources
- (en) « Gisasa », Geographic Names Information System